# 802.
◄ | 8. stoljeće | 9. stoljeće | 10. stoljeće | ►
◄ | 770-ih | 780-ih | 790-ih | 800-ih | 810-ih | 820-ih | 830-ih | ►
◄◄ | ◄ | 799. | 800. | 801. | 802. | 803. | 804. | 805. | ► | ►►
Astronomija • Književnost • Kršćanstvo • Pravo • Promet

## Događaji
- 31. listopada – Irena Atenska je svrgnuta s bizantskog prijestolja koje zauzima Nikefor I., te je protjerana na Lezbos.
- Grad Zaragoza u Al-Andalusu diže ustanak protiv omejidske vlasti.
- Krum postaje bugarski kan.
- U Koreji podignut hram Haeinsa.

## Smrti
- Višeslav, knez Primorske Hrvatske (približni datum)
- 11. siječnja – Paulin II., katolički svetac
- Domicijan Karantanski, vojvoda Karantanije, katolićki svetac (približan datum)

## Vanjske poveznice
|  | Zajednički poslužitelj ima još gradiva o temi 802. |